# Valeriuskwartier
Het Valeriuskwartier is een buurt in Leeuwarden, provincie Friesland (Nederland). Het ligt aan de westkant van de stad net buiten de rondweg Valeriusstraat.
Het Valeriuskwartier ligt in de wijk Sonnenborgh en omgeving. Het was de eerste naoorlogse woonwijk (1946-1955) van Leeuwarden en werd in het verleden daarom ook wel nieuw west genoemd. In die tijd een moderne wijk met hoge huren. In de wijk woonden dan ook de ambtenaren en personeel van de vliegbasis. In de Rameaustraat en Euterpestraat staan de "officierswoningen" die bestemd waren voor personeel van de basis. De wijk bestaat voor een groot deel uit flats en is tegenwoordig zeer geliefd bij starters en studenten. De buurt wordt begrensd door de Valeriusstraat, de Harlingerstraatweg de Sem Dresdenstraat en de voormalige spoorlijn van het Dokkumer lokaaltje.
Het Valeriuskwartier heeft ongeveer 1400 inwoners.